# بول ريفير
بول ريفير (بالإنجليزية: Paul Revere)‏ (1 يناير 1735 [21 ديسمبر 1734 بالتاريخ القديم] – 10 مايو 1818) هو صائغ فضة ونقاش أمريكي وأحد رواد الصناعة في البلاد، وكان أحد الوطنيين في الثورة الأمريكية. اشتهر ريفير برحلته الليلية لينبه ميليشيا المستوطنين في أبريل 1775 من قدوم القوات البريطانية قبل معركتي ليكسينغتون وكونكورد، والتي اقتبسها هنري وادسورث لونغفيلو في قصيدته الشهيرة «بول ريفير» (1861).
كان ريفير في سن الحادية والأربعين عند اندلاع الحرب، وكان وقتها صائغ فضة ثري وبارز من بوسطن. وساعد في تنظيم جهاز للاستخبارات والإنذار لمراقبة الجيش البريطاني. خدم ريفير لاحقا كضابط في ميليشيا ماساتشوستس، رغم أن خدمته انتهت بعد حملة بينوبسكوت، وهي إحدى الحملات الكارثية في الحرب الثورية الأمريكية، وتم إعفاؤه من اللوم على فشلها.
عاد ريفير عقب الحرب إلى تجارته في صناعة الفضة. واستغل الأرباح من توسع أعماله لتمويل مشاريعه في صب الحديد وأجراس البرونز وصنع المدافع، وصنع البراغي والمسامير النحاسية. وفي عام 1800 أصبح أول أمريكي ينجح في لف النحاس إلى صفائح لاستخدامها في تغميد السفن البحرية.

## سيرة حياته
ولد بول ريفير في 1 يناير 1735 في بوسطن ولم يتلق تعليما جيدا وتعلم صناعة الفضة من أبيه أبولو ريفير وكان قد غير اسمه من ريفوار وهو مهاجر فرنسي من طائفة الهوغينو. وقام بول بصنع آلات متعددة الاستعمال ليعيل أسرته مثل أدوات الجراحة وباع النظارات واستبدل الأسنان وحفر الأطباق النحاسية. في عام 1756 كان ملازما ثانيا في المدفعية في الحملة ضد كراون بوينت، وبعد عدة أشهر تم وضعه في فورت إدوارد في نيويورك.
أصبح ريفير نقّاش نحاس بارع ونقش العديد من الكاريكاتيرات المناهضة للبريطانيين، وفي عام 1770 انغمس ريفير في حركة الاستقلال كقائد لطبقة الصناع في بوسطن وكان رابطا مهما بين الصناع والمفكرين، وفي عام 1773 تنكر بشكل هندي وانضم لخمسين وطنيا في حفلة الشاي في بوسطن بسبب اعتراضهم على الضرائب التي فرضها البرلمان بدون تمثيل، وكان أحد المحلفين الكبار في بوسطن الذين رفضوا الخدمة عام 1774 لأنه جعل القضاة مستقلين عن الشعب بسبب رواتبهم. وكان أحد حرفيي نورث إند الثلاثين الذين عسوا على الشوارع ليراقبوا تحركات القوات البريطانية؛ وفي ديسمبر من تلك السنة أرسل إلى بورتسموث في نورثهامبتون ليحث على احتلال المخازن العسكرية هناك، وشجع المستوطنين على مهاجمة فورت وليام أند ماري والسيطرة عليه، وكانت هذه إحدى أوائل المعارك العسكرية في الحرب.

## الرحلة الليلية
رغم شك المؤرخين في رحلته (والتي ألهمت إحدى أشهر قصائد لونغفيلو والذي لم يدقق جيدا للحقائق التاريخية) إلا أنه خدم لسنوات كقائد أساسي لجمعية الأمان في بوسطن وجعل رحلته إلى نيويورك وفيلادلفيا في خدمتها. وفي 16 أبريل 1775 ركب حصانه إلى نواحي كونكورد عاصمة نيو هامبشاير ليحمس الوطنيين ليحركوا قواتهم العسكرية حيث نبههم بخطر الهجوم البريطاني. وبعدها بيومين قام برحلته الشهيرة في ليلة 18-19 أبريل 1775 بين تشارلستاون ولكسينغتون ليحذر أهل البلاد من قدوم البريطانيين الذين أتوا بشكل أساسي ليعتقلوا قادة الثورة جون هانكوك وصامويل آدمز وبسبب هذا التحذير اتحدوا لمعركتي ليكسينغتون وكونكورد التي افتتحت بها حرب الاستقلال الأمريكية.
في عام 1775 أرسل من قبل كونغرس ماساتشوستس الإقليمي إلى فيلادلفيا ليدرس العمل على معمل البارود الوحيد في المستوطنات، ورغم أنه لم يكن مسموحا له إلا بالمرور عبر المبنى فقد جمع ما يكفي من المعلومات ليؤسس مصنع بارود في كانتون. بعد اندلاع القتال بدأ بتصنيع البارود ليزود به القوات الأمريكية. وعام 1776 تم وضعه في إمرة الدفاع الرئيسي على مشاة ميليشيا ماساتشوستس ووضع عند ميناء بوسطن في قلعة وليام لكن سجله الحربي كمقدم لم يكن مميزا. وخدم في حملة على رود آيلاند عام 1778 وتبعها بحملة فاشلة على هنود بينوبسكوت. وبعد عودته اتهم بعصيانه لأوامر الضابط الآمر، وحوكم في محاكة عسكرية وتمت تبرأته.

## ما بعد الحرب
استمر ريفير في خطاه كصناعي ناجح بعد الحرب وأسس طاحونة لصنع النحاس في كانتون، ماساتشوستس والتي صنعت منها أغطية لعديد السفن الأمريكية مثل كونستيتيوشن وقبة ستيت هاوس الجديدة في ماساتشوستس عام 1795 وكان أحد زعماء المحفل الماسوني. وأصبح رائدا بإنتاج صفائح النحاس ومسامير السفن النحاسية في أمريكا. وفي سنة 1795 أيضا أسس جمعية حرفيي ماساتشوستس الخيرية وأصبح أول رؤسائها. ومات في بوسطن يوم 10 مايو 1810 عن خمس وسبعين عاما.
هناك لوحتان لبول لريفير وهما بريشة جون سنغلتون كوبلي وغيلبرت ستيوارت معلقتان في متحف ماساتشوستس والذي يضم أفضل أعماله، وهناك سيرة عنه كتبتها إستر فوربس عام 1942 وتدعى «بول ريفير والعالم الذي عاش فيه». وهناك سيرة بقلم تشارلز فيريس غيتيمي بعنوان القصة الحقيقية لبول ريفير The True Story of Paul Revere نشرت في بوسطن عام 1905.

## روابط خارجية
- بول ريفير على موقع الموسوعة البريطانية (الإنجليزية)
- بول ريفير على موقع إن إن دي بي (الإنجليزية)
- بول ريفير على موقع ديسكوغز (الإنجليزية)